# Élections législatives cap-verdiennes de 2016
Les élections législatives capverdiennes de 2016 se tiennent le 20 mars 2016 au Cap-Vert. Elles aboutissent à une alternance politique, le Parti africain pour l'indépendance du Cap-Vert du Premier ministre José Maria Neves perdant sa majorité à l'assemblée au profit du Mouvement pour la démocratie, dont le dirigeant Ulisses Correia e Silva devient Premier ministre.

## Système électoral
L'Assemblée nationale est composée de 72 sièges pourvus pour cinq ans au scrutin proportionnel plurinominal avec listes fermées dans  16 circonscriptions de 2 à 15 sièges. Après décompte des suffrages, les sièges sont alloués selon la Méthode d'Hondt.

## Résultats
|                          |                                                  |         |       |        |               |  |  |  |  |
| Parti                    | Parti                                            | Votes   | %     | Sièges | +/-           |  |  |  |  |
|                          | Mouvement pour la démocratie                     | 122 881 | 54,48 | 40     | 8             |  |  |  |  |
|                          | Parti africain pour l'indépendance du Cap-Vert   | 86 078  | 38,16 | 29     | 9             |  |  |  |  |
|                          | Union cap-verdienne indépendante et démocratique | 15 488  | 6,87  | 3      | 1             |  |  |  |  |
|                          | Parti du peuple                                  | 777     | 0,34  | 0      | Nv            |  |  |  |  |
|                          | Parti social-démocrate                           | 232     | 0,10  | 0      | en stagnation |  |  |  |  |
|                          | Parti du Travail et de la Solidarité             | 107     | 0,05  | 0      | en stagnation |  |  |  |  |
|                          |                                                  |         |       |        |               |  |  |  |  |
| Votes valides            | Votes valides                                    | 225 563 | 98,35 |        |               |  |  |  |  |
| Votes blancs et nuls     | Votes blancs et nuls                             | 3 774   | 1,65  |        |               |  |  |  |  |
| Total                    | Total                                            | 229 337 | 100   | 72     | en stagnation |  |  |  |  |
| Abstentions              | Abstentions                                      | 118 285 | 34,03 |        |               |  |  |  |  |
| Inscrits / participation | Inscrits / participation                         | 347 622 | 65,97 |        |               |  |  |  |  |